# باشگاه فوتبال ساوبریج‌وورث تاون
باشگاه فوتبال ساوبریج‌وورث تاون (به انگلیسی: Sawbridgeworth Town Football Club) یک باشگاه فوتبال در شهر ساوبریج‌وورث، کشور انگلستان است که در سال ۱۸۹۷ میلادی تأسیس شده‌است.